# Саут-Рейндж (Мічиган)
Саут-Рейндж (англ. South Range) — селище (англ. village) в США, в окрузі Гаутон штату Мічиган. Населення — 750 осіб (2020).

## Географія
Саут-Рейндж розташований за координатами 47°4′13″ пн. ш. 88°38′38″ зх. д. / 47.07028° пн. ш. 88.64389° зх. д. (47.070340, -88.643925).  За даними Бюро перепису населення США в 2010 році селище мало площу 0,94 км², уся площа — суходіл.

## Демографія
Згідно з переписом 2010 року, у селищі мешкало 758 осіб у 343 домогосподарствах у складі 181 родини. Густота населення становила 806 осіб/км².  Було 395 помешкань (420/км²).
Расовий склад населення:
| - 95,9 % — білих - 1,2 % — азіатів - 0,4 % — корінних американців |

До двох чи більше рас належало 2,4 %. Частка іспаномовних становила 1,1 % від усіх жителів.
За віковим діапазоном населення розподілялося таким чином: 23,4 % — особи молодші 18 років, 56,9 % — особи у віці 18—64 років, 19,7 % — особи у віці 65 років та старші. Медіана віку мешканця становила 40,2 року. На 100 осіб жіночої статі у селищі припадало 108,2 чоловіків;  на 100 жінок у віці від 18 років та старших — 103,1 чоловіків також старших 18 років.
Середній дохід на одне домашнє господарство  становив 47 550 доларів США (медіана — 29 737), а середній дохід на одну сім'ю — 61 531 долар (медіана — 46 094). Медіана доходів становила 36 008 доларів для чоловіків та 30 982 долари для жінок. За межею бідності перебувало 17,0 % осіб, у тому числі 7,3 % дітей у віці до 18 років та 8,8 % осіб у віці 65 років та старших.
Цивільне працевлаштоване населення становило 344 особи. Основні галузі зайнятості: освіта, охорона здоров'я та соціальна допомога — 30,2 %, роздрібна торгівля — 18,0 %, мистецтво, розваги та відпочинок — 15,1 %.